# معركة رمانة
كانت معركة رمانة آخر هجوم بري شنته الدول الوسطى على قناة السويس مع بداية حملة سيناء وفلسطين خلال الحرب العالمية الأولى. دارت المعركة بين 3 و 5 أغسطس عام 1916 بالقرب من بلدة رمانة المصرية وموقع الفَرَما القديم في شبه جزيرة سيناء، التي تبعد 23 ميلًا (37 كم) شرق قناة السويس. كان هذا الانتصار الذي حققته الفرقة 52 (التابعة للأراضي المنخفضة) وفرقة الخيالة أنزاك التابعة لقوة التجريدة المصرية (إي إي إف) على قوة عثمانية وألمانية مشتركة، التي زحفت عبر سيناء، بمثابة علامة على انتهاء حملة الدفاع عن قناة السويس، وكذلك المعروفة باسم الهجوم لاحتلال قناة السويس في (ألمانيا) وَعملية القناة الثانية (في تركيا)، والتي بدأت في 26 يناير 1915.
كفل هذا الانتصار للإمبراطورية البريطانية، وهو الأول ضد الإمبراطورية العثمانية في الحرب، سلامة قناة السويس من الهجمات البرية وأنهى خطط الدول الوسطى لتعطيل حركة المرور عبر القناة من خلال السيطرة على المداخل الشمالية ذات الأهمية الاستراتيجية لها. بدأت مهمة فرقة الخيالة أنزاك، والتي انتهت في بئر العبد في 12 أغسطس، حملة سيناء وفلسطين. بعد ذلك، كانت فرقة الخيالة المدعومة من لواء فيلق الجمال الإمبراطوري في حالة هجوم، وطاردت الجيش الألماني والعثماني على بعد أميال عديدة عبر شبه جزيرة سيناء، وعكست مسار الهزيمة التي لحقت بقطية قبل ثلاثة أشهر.
منذ أواخر أبريل عام 1916، بعد أن هاجمت قوة عثمانية بقيادة ألمانيا الحكومة البريطانية في قطية، تضاعفت قوات الإمبراطورية البريطانية في المنطقة في البداية من لواء واحد إلى لواءين ثم نمت بالسرعة التي يمكن أن تدعمها البنية التحتية المتطورة. سرعان ما مكّن بناء السكك الحديدية وخط أنابيب المياه فرقة المشاة من الانضمام إلى كتائب الخيول الخفيفة في رمانة. خلال حرارة الصيف، جرت دوريات خيالة منتظمة مع استطلاع من قاعدتهم في رمانة، بينما بنى المشاة سلسلة واسعة من المعاقل الدفاعية. في 19 يوليو، أُبلغ عن تقدم قوة ألمانية ونمساوية وعثمانية كبيرة عبر شمال سيناء. تناوب من 20 يوليو حتى بداية المعركة، اللواء الأسترالي الأول والثاني للخيول الخفيفة على التقدم لصد الرتل المعادي المتقدم.
شنت القوة المتقدمة، في ليلة 3-4 أغسطس، بما في ذلك تشكيل الباشا الأول الألماني وفرقة المشاة الثالثة العثمانية، هجومًا من قطية على رمانة.  سرعان ما انخرطت القوات الأمامية مع الحاجز الذي أنشأه لواء الخيول الخفيفة الأول (فرقة الخيالة أنزاك). خلال القتال العنيف قبل فجر 4 أغسطس، أُجبر الخيالون الخفيفون الأستراليون على الانسحاب ببطء. في وضح النهار، حُصّنوا من قبل لواء الخيول الخفيفة الثاني، وفي منتصف الصباح تقريبًا انضم اللواء الخامس للخيالة ولواء البنادق النيوزيلندية إلى المعركة. تمكنت هذه الكتائب الأربعة التابعة لفرقة الخيالة  من احتواء وتوجيه القوات الألمانية والعثمانية المتحتّمة داخل الرمال الكثيفة. حيث جاؤوا في نطاق الفرقة 52 (التابعة للأراضي المنخفضة) الراسخ بقوة للدفاع عن رمانة والسكك الحديدية. سادت المقاومة المنسقة من قبل جميع تشكيلات إي إي إف هذه، حيث كُبح التقدم الألماني والنمساوي والعثماني. على الرغم من أن القوة المهاجمة قاتلت بقوة للحفاظ على مواقعها في صباح اليوم التالي، إلا أنه بحلول الليل تراجعوا إلى نقطة البداية في قطية. لُوحقت القوة المتراجعة من قبل فرقة الخيالة بين 6 و 9 أغسطس، حيث خاضت القوات العثمانية والألمانية عددًا من إجراءات الحرس الخلفي القوية ضد تقدم مجموعة الخيول الخفيفة الأسترالية، وكتائب البنادق البريطانية والنيوزيلندية. انتهت المطاردة في 12 أغسطس، عندما تخلت القوات الألمانية والعثمانية عن قاعدتها في بئر العبد وتراجعت إلى العريش.

## الخلفية
في بداية الحرب العالمية الأولى، انسحبت الشرطة المصرية التي كانت تسيطر على شبه جزيرة سيناء، تاركة المنطقة غير محمية إلى حدٍ كبير. وهاجمت في فبراير عام 1915 قوة ألمانية وعثمانية قناة السويس دون جدوى. استمرت القوات العثمانية والبدوية الصغيرة العاملة عبر سيناء في تهديد القناة من مارس عبر حملة جاليبولي حتى يونيو، عندما توقفت عمليًا في الخريف. في غضون ذلك، دعمت الإمبراطوريتان الألمانية والعثمانية الانتفاضة السنوسية (مجموعة سياسية دينية) على الحدود الغربية لمصر والتي بدأت في نوفمبر 1915.
ومع ذلك، بحلول فبراير 1916، لم تكن هناك علامة واضحة على أي نشاط عسكري غير عادي في سيناء نفسها، عندما بدأ البريطانيون البناء على أول 25 ميل (40 كم) من 4 أقدام و 8 بوصات (1.42 م)، كقياس للسكك الحديدية وخط أنابيب المياه من قنطرة إلى رمانة وقطية. لم تجد طائرات استطلاع للفيلق الجوي الملكي والطائرات البحرية التابعة للخدمة الجوية البحرية الملكية سوى القليل من القوات العثمانية المتناثرة في منطقة سيناء ولا يوجد أي مؤشر على أي تركيز كبير للقوات في جنوب فلسطين.
بحلول نهاية مارس أو أوائل أبريل، كان الوجود البريطاني في سيناء يتزايد. حيث نُظّم 16 ميلًا (26 كم) من المسار، بما في ذلك الجدران الجانبية.  في الفترة ما بين 21 مارس و 11 أبريل، دُمّرَت مصادر المياه في وادي أم مكشيب، ومويا حرب، والجفجافة على طول طريق وسط سيناء من جنوب فلسطين. وفي عام 1915 استُخدمَت القوات من قبل المجموعة المركزية المكونة من حوالي 6000-7000 جندي عثماني وتحركوا عبر صحراء سيناء لمهاجمة قناة السويس في الإسماعيلية. بدون هذه الآبار والأحواض، لم يعد من الممكن استخدام الطريق المركزي من قبل القوى الكبيرة.
ردت قوة الغارة للجنرال الألماني فريدريش فرايهر كريس فون كرسنشتاين على هذا الوجود البريطاني المتزايد من خلال مهاجمة اللواء الخامس للخيالة المنتشر على نطاق واسع في 23 أبريل – الذي صادف أحد القيامة وعيد القديس جورج - عندما فوجِئ فوج يومانري وسقطوا في قطية وأوغراتينا شرق رمانة. أُرسل لواء الخيالة يومانري لحراسة خط أنابيب المياه والسكك الحديدية حيث مُدّدَت إلى ما وراء حصانة دفاعات قناة السويس في الصحراء باتجاه رمانة.
تضاعف وجود الإمبراطورية البريطانية في المنطقة، ردًا على هذا الهجوم. في اليوم التالي، قام لواء بنادق الخيالة النيوزيلندية واللواء الثاني للخيول الخفيفة الذي خدم خلال حملة جاليبولي، التابعين لفرقة الخيالة التي يقودها اللواء الأسترالي هاري شوفيل بإعادة احتلال منطقة قطية دون معارضة.